# Djamel Tlemçani
Djamel Tlemçani (16 de abril de 1955) é um ex-futebolista argelino. Ele competiu na Copa do Mundo FIFA de 1982, sediada na Espanha, na qual a seleção de seu país terminou na 13º colocação dentre os 24 participantes.